# Philippe Lebœuf
Pour les articles homonymes, voir Leboeuf.
Philippe Lebœuf, né le 23 août 1959 à Remiremont (Vosges), est un hôtelier français. Il occupe des postes de direction dans l'hôtellerie de luxe, notamment à New York, Londres et Paris avant de devenir en 2010 le directeur général du Mandarin Oriental à Paris. Il est primé meilleur hôtelier du monde en 2018 par le magazine Hotels.

## Biographie

### Enfance et formation
Philippe Leboeuf  est le cousin du footballeur Frank Lebœuf,,.
Ses parents l'envoient en pension à l'École hôtelière de Strasbourg à l'âge de 15 ans. En 1982, après son service militaire, il part aux États-Unis pour chercher du travail. Il commence par donner des cours de français avant d'être embauché en 1984 dans un hôtel à Manhattan, Parker Meridien Hotel, et de gravir les échelons rapidement.
Autodidacte, Philippe Leboeuf reprend des études en 1984 à la Cornell University School of Hotel Administration. En 2006, il passe un master HEC Paris avec une spécialisation en finance et en management.

### Carrière
Il est à la tête de plusieurs groupes et hôtels prestigieux comme le Claridge's à Londres, Rosewoods Hotels & Resorts à Dallas, The Leading Hotels of the World à New York, le Louvre Hotels Group à Torcy, le Concordes Hotels group à Paris, le Crillon à Paris, le Westbury à New York, le Carlyle à New York et le Parker Meridien Hotel à Manhattan, avant de diriger les hôtels du Groupe Mandarin.
Philippe Leboeuf est le directeur général du Mandarin Oriental à Paris et vice-président régional des opérations du groupe hôtelier Mandarin Oriental, supervisant le Mandarin Oriental, Marrakech et le Mandarin Oriental, Genève,.
Son établissement parisien est le premier hôtel certifié haute qualité environnementale avec 2 étoiles Michelin pour le restaurant Sur Mesure dirigée par le chef Thierry Marx. Ce nouveau palace parisien est conçu par Jean-Michel Wilmotte en 2011. Philippe Leboeuf obtient le label Palace en 2014.
Il dispense des formations pour les majordomes du Palais de Buckingham et à ce titre, il a été reçu par Élisabeth II.
Passionné de cyclisme, il est aussi très engagé dans une organisation caritative de lutte contre le cancer chez les enfants, À chacun son Everest.
En Juillet 2021, Philippe Leboeuf rejoint le groupe Accor à Londres, à travers l'enseigne de luxe Raffles hotels and Resorts, dans le cadre d'un partenariat qui vise à exploiter des bâtiments emblématiques comme les anciens bureaux de Winston Churchill,.

### Vie de famille
Philippe Leboeuf a deux filles, nées d'une première union avec une Américaine. Sa première fille, Céline, est professeur de philosophie à Miami et la seconde, Emmanuelle, est scénariste pour la télévision chez Paramount/ Viacom à New York.
Il vit de 1982 à 1995 à New York.
Depuis son retour en France, il vit à Paris avec sa femme Pepita Diamand, créatrice de mode pour sa propre maison Cruz&Pepita,,.
Il revient régulièrement dans les Vosges, sa région natale, pour se ressourcer auprès de ses amis et de sa famille, son frère Francis notamment.
Il est le cousin du footballeur Frank Lebœuf, champion du monde 1998.

### Conférences
TED sur le sujet Inspirations - Recruter des talents qui aiment faire plaisir

### Engagement
Il siège au conseil d'administration de l'organisation caritative de lutte contre le cancer chez les enfants, À chacun son Everest,.

## Distinctions
- 2018 : Meilleur hôtelier du monde[2] ;
- 2014 : Chevalier de l'Ordre de la Légion d'Honneur[21] ;
- 2004 : Prix National de l'Autodidacte[22] ;
- 2002 : Membre d'honneur de l'Hoteliers Hall of Achievement ;
- 1997 : Meilleur gestionnaire de soutien à New York ;
- 1997 : Chevalier de l'Ordre National du Mérite[23].

## Œuvres
- Dancing at the Fountain: In conversation with World-leading Hoteliers  (ISBN 9781781192085)[24]